# Augustini Mátyás
Augustini Mátyás (Liptószentmiklós, ? – Trencsén, 1753.) evangélikus lelkész.

## Élete
Tanult Sopronban, azután a Wittenbergi egyetemre iratkozott be 1714. szeptember 17-én. Magyarországra visszatérve előbb Felsőnecpáli tanító volt; onnan 1733-ban Trencsénbe ment lelkésznek, s haláláig itt működött.

## Művei
- Služebnjk Bolia Živeho… Daniel Knogler… Trencsén, 1736. (Knogler Dániel temetése alkalmával tartott szlovák halotti beszéde.)
- Safarik szerint még néhány templomi éneket és három alkalmi munkát is irt, de címüket nem jegyezte föl.
- Bartholomaeides: De praeparatione ad mortem, és De patientia címekkel sorolja fel munkáit, mint 1734-ben kiadottakat.